# 30-я химическая танковая бригада (1-го формирования)
30-я химическая танковая бригада (30-я ХТБр) — воинское соединение химических войск в Красной Армии Вооружённых Сил СССР.

## История
С 1 апреля 1938 года 1-я моторизованная химическая дивизия переформировывается в 30-ю химическую танковую бригаду. Термин химическая определял назначение соединения – создание участков заражённой местности отравляющими веществами.
Бригада формировалась в Московском военном округе, дислоцировалась в г. Ярославле.
,
На вооружении бригады были танки:
- ХТ-26/БХМ-3 — советские лёгкие химические (огнемётные) танки, созданные на базе лёгкого танка Т-26. Выпускались они несколькими сериями в период с 1932 по 1936 год. Имели вооружение: огнемёт в пулемётной башне на месте пушки. Рядом находился спаренный с огнемётом пулемёт. На корпусе установлено оборудование для распыления химических веществ. В строю они находились долгое время, достаточно успешно применялись в военном походе в восточные районы Польши - Западную Украину 1939 года, в советско-финской войне 1939-1940 годов (Зимней войне) и на начальном этапе Великой Отечественной войны 1941-1945 годов советского народа против Германии. Эксплуатация этой модели в войсках выявила недостатки и по этой причине конструкторы начали поиск новых решений.

- ХТ-130 (ОТ-130) — советский лёгкий химический (огнемётный) танк, массовый танк межвоенного периода. Спроектирован на базе танка Т-26 обр.1933 г. Имел вооружение: огнемёт в башне на месте пушки. Рядом находился спаренный с огнемётом пулемёт. На корпусе установлено оборудование для распыления химических веществ. В 1936 году был поставлен на производство. В 1936 - 1939 годах промышленность изготовила 401 ОТ-130.

217-й танковый батальон, вооружённый телетанками, участвовал в военном походе в восточные районы Польши – в Западную Белоруссию в составе Белорусского фронта.
217-й танковый батальон в советско-финляндской войне 1939-1940 годов в составе Северо-Западного фронта.
На основании директивы Народного комиссара обороны СССР от 31 мая 1940 года бригада подлежит расформированию. с 6 июня по 12 августа 1940 года были проведены все мероприятия. Подразделения убывали из г. Ярославль в другие города на укомплектование формирующихся частей.

## Полное название
30-я химическая танковая бригада

## Подчинение
| Дата                                      | Фронт                    | Армия | Корпус | Примечания |
| ----------------------------------------- | ------------------------ | ----- | ------ | ---------- |
| 1 апреля 1938 года – 12 августа 1940 года | Московский военный округ |       |        |            |

## Командование
- Командир бригады полковник Алексей Осипович Ахманов (с 8.04.1938).
- Военный комиссар бригады полковой комиссар Александр Леонтьевич Парамонов (до 2.09.1939).
- Военный комиссар бригады батальонный комиссар Алексей Кондратьевич Кропотин (с 13.09.1939).
- Помощник командира бригады по специальному вооружению майор Абрам Моисеевич Блюмкин.
- Начальник штаба бригады полковник Владимир Иосифович Мизицкий.
- Начальник (1-й) оперативной части штаба капитан Александр Сергеевич Кирсанов.
- Начальник (2-й) разведывательной части штаба капитан Владимир Тимофеевич Черкасов.
- Начальник (3-й) части связи штаба капитан Всеволод Владимирович Жуков.
- Начальник (4-й) строевой части штаба капитан Николай Александрович Паутов.
- Начальник (5-й) части тыла штаба капитан Александр Яковлевич Алексеев.
- Начальник инженерной службы бригады капитан Иван Борисович Медведев.
- Начальник вещевого снабжения бригады капитан Фёдор Яковлевич Крупенников.
- Начальник политотдела старший политрук, батальонный комиссар Василий Владимирович Катин (с 28.04.1938).
- 201-й отдельный танковый батальон. Командир батальона капитан Христосов (на СЗФ).

## Состав
На 1938 – 1940:
- Управление бригады
- 191-й отдельный танковый батальон
- 201-й отдельный танковый батальон
- 204-й отдельный танковый батальон
- 213-й отдельный танковый батальон
- 217-й отдельный танковый батальон (телетанки)
- 189-й мотострелковый батальоны
- 320-й ремонтно-восстановительный батальон
- 96-я отдельная рота связи
- 344-я отдельная автотранспортная рота
- 45-я отдельная рота боевого обеспечения
- 80-я отдельная сапёрная рота
- 81-й отдельный разведывательный авиационный отряд
- Подразделения обеспечения